# Miramar, San Pedro Pochutla
Miramar är en ort i Mexiko.   Den ligger i kommunen San Pedro Pochutla och delstaten Oaxaca, i den sydöstra delen av landet, 500 km sydost om huvudstaden Mexico City. Miramar ligger 173 meter över havet och antalet invånare är 121.
Terrängen runt Miramar är varierad. Havet är nära Miramar åt sydost.  Närmaste större samhälle är San Pedro Pochutla, 4,9 km norr om Miramar. 